# Стефанув (Турецький повіт)
Стефанув (пол. Stefanów) — село в Польщі, у гміні Добра Турецького повіту Великопольського воєводства.
Населення — 98 осіб (2011).
У 1975-1998 роках село належало до Конінського воєводства.

## Демографія
Демографічна структура станом на 31 березня 2011 року:
|          | Загалом | Допрацездатний вік | Працездатний вік | Постпрацездатний вік |
| -------- | ------- | ------------------ | ---------------- | -------------------- |
| Чоловіки | 47      | 12                 | 31               | 4                    |
| Жінки    | 51      | 10                 | 25               | 16                   |
| Разом    | 98      | 22                 | 56               | 20                   |